# Прикарпаттяобленерго
Приватне акціонерне товариство «Прикарпаттяобленерго» — енергокомпанія, що здійснює розподіл електроенергії електромережами споживачам на території Івано-Франківської області. З 2017 року змінила тип акціонерного товариства з публічного на приватний.

## Коротка інформація
Повна назва підприємства: Акціонерне товариство «Прикарпаттяобленерго».
Коротка назва підприємства: АТ «Прикарпаттяобленерго».
Регіон: Івано-Франківськ.
Поштова адреса: 76014, Україна, м. Івано-Франківськ, вул. Індустріальна, 34.
ПАТ «Прикарпаттяобленерго» має ліцензію на право здійснення підприємницької діяльності з постачання електричної енергії за регульованим тарифом та ліцензію на право здійснення підприємницької діяльності з передачі електроенергії місцевими (локальними) електромережами на території Івано-Франківської області.

## Вид діяльності
Основними видами діяльності АТ є передача електроенергії електромережами та постачання електроенергії споживачам Івано-Франківської області.

## Історія
АТ «Прикарпаттяобленерго» веде свою історію з 1930 року, коли було введено в експлуатацію Станіславівську електростанцію.
Встановлено, що сьогоднішнє акціонерне товариство «Прикарпаттяобленерго» виникло в результаті злиття в різні роки трьох підприємств, які відіграли велику роль в розвитку енергетики Прикарпаття. Найстарішим підприємством була Станиславівська електростанція, яка введена в експлуатацію 1930 року, а з 01.01.1973 року ліквідована, як самостійне підприємство, і приєднана на правах цеху до Івано-Франківського підприємства електричних мереж.
Наступним енергетичним підприємством області стало Станіславське експлуатаційне відділення «Сільенерго» на самостійному балансі, яке виникло 1.12.1956 року. В 1958 році перейменоване в міжобласну експлуатаційну контору «Сільенерго», а в 1960 році — в енергетичне експлуатаційне управління Міністерства сільського господарства УРСР. 01.04.1972 року, у зв'язку зі зміною підпорядкованості перейменоване в обласне підприємство сільських електричних мереж, а в 1978 році у зв'язку з об'єднанням з Івано-Франківським підприємством електричних мереж — на обласне підприємство електричних мереж.
І нарешті третім підприємством було створене в 1958 році районне управління «Станіславенерго», яке в 1960 році створило у своєму складі підприємство «Станіславелектромережа». Надалі воно перейменоване в 1963 р. в «Прикарпателектромережу», а в 1964 році в електромережі РЕУ «Львівенерго». В 1970 році стало називатися Івано-Франківським підприємством електромереж, яке в 1978 році об'єдналося з обласним підприємством сільських електромереж.

### Атака під час російсько-української війни
Під час російсько-української війни, що розпочалась з анексії Криму в 2014 році, інформаційно-обчислювальні системи України ставали об'єктами атак з боку Росії. Так, наприклад, 23 грудня 2015 року російським зловмисникам вдалось успішно атакувати комп'ютерні системи управління в диспетчерській «Прикарпаттяобленерго» та вимкнули близько 30 підстанцій, залишивши близько 230 тисяч мешканців без світла протягом однієї-шести годин. Ця атака стала першою у світі підтвердженою атакою, спрямованою на виведення з ладу енергосистеми.

## Місія
Енергетики Прикарпаття виконують почесну і важливу місію: «Професійною командою енергетиків-однодумців нести світло в кожну оселю, забезпечувати затишні умови життя та сприятливі умови ведення бізнесу на Прикарпатті, гарантувати стабільне зростання добробуту співробітників і акціонерів компанії».

## Характеристика підприємства
АТ «Прикарпаттяобленерго» отримує електроенергію від об'єднаної енергосистеми України. За рік через електромережі підприємства передається близько двох мільярдів кіловат-годин електроенергії. Максимальне літнє навантаження області становить 228 мегават, максимальне зимове навантаження — 391 мегават.
Підприємство постачає електроенергію 500 тисячам споживачам, 488 тисяч з яких — населення краю.
Мережеве господарство становлять 1889 км повітряних та кабельних ліній 0,4-10 кВ, 23928 км ПЛ-35-110 кВ, 130 трансформаторних підстанцій 35-110 кВ.

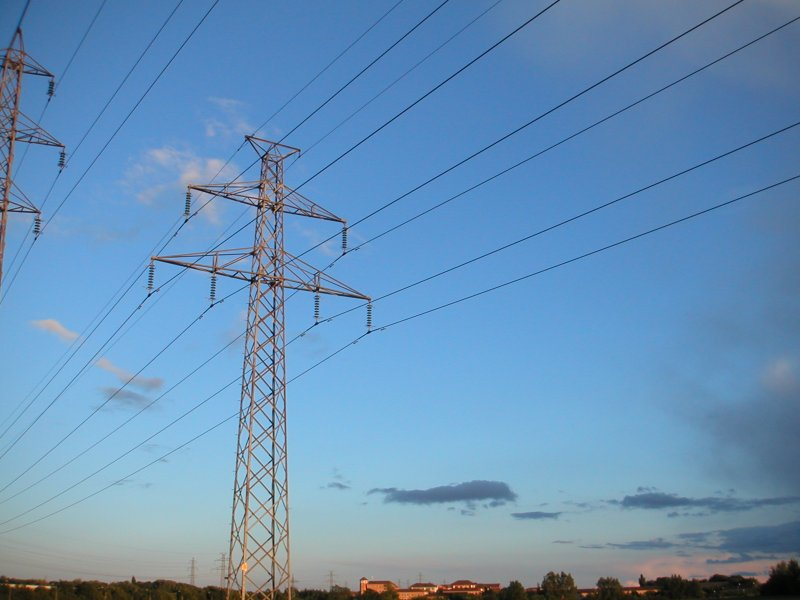
Лінія електропередачі

## Структура підприємства
У структурі АТ — 17 філій — районів електромереж та центральні виробничі служби, загальна чисельність працівників — близько 3 тисяч осіб. З них 742 з вищою освітою, 995 — молоді спеціалісти віком до 30 років. На підприємстві також працюють цілі династії енергетиків, для яких робота у ВАТ є родинною справою. Четверо працівників ВАТ мають почесне звання «Заслужений енергетик України», двоє — медалі «За працю і звитягу», троє є кавалерами ордена «За заслуги» ІІІ ступеня.
За останні три роки енергопостачальне підприємство інтенсивно нарощує темпи свого розвитку. Товариство входить в десятку найкращих обленерго України за розрахунками з Енергоринком.
Компанія працює над розширенням та популяризацією додаткових послуг. При товаристві успішно функціонує ДП «Прикарпаттяенергосервіс».
З 15 жовтня 2006 року в Івано-Франківську розпочав роботу Сервісний центр АТ «Прикарпаттяобленерго». Для покращення взаємодії між постачальником електроенергії та споживачами у структурі АТ «Прикарпаттяобленерго» діє інформаційно-консультаційна служба.
Сьогодні АТ «Прикарпаттяобленерго» — стабільна надійна компанія, яка динамічно розвивається. Зараз в товаристві розроблено стратегічний план розвитку, проходить оптимізація системи управління та внутрішнє удосконалення компанії, формування чинної системи управління якістю.